# ウェイン・バーロウ
ウェイン・バーロウ（Wayne Barlow, 1912年9月6日 - 1996年12月17日）は、アメリカ合衆国の作曲家。音楽教師、オルガニスト、合唱指揮者としても活動した。
オハイオ州エリリア出身。イーストマン音楽学校で作曲と音楽理論を専攻し、学士号、修士号、博士号を取得した。さらにカリフォルニア州でアルノルト・シェーンベルクに師事し、マイロン・シェーファーとともにトロント大学の電子音楽研究所の責任者を務めた。1937年から1978年までイーストマン音楽学校の教授を務め、その間1968年から1978年まで電子音楽スタジオの責任者を、1973年から1978年まで大学院長を務めた。退官後は名誉教授の称号を得た。
教え子にはルクレシア・カシラグ、マーティン・メイルマンなどがいる。